# Квартијере Спип (Парма)
Квартијере Спип је насеље у Италији у округу Парма, региону Емилија-Ромања.
Према процени из 2011. у насељу је живело 6 становника. Насеље се налази на надморској висини од 35 м.